# Lija Achiedżakowa
Lija Miedżydowna Achiedżakowa (ros. Лия Меджидовна Ахеджакова; ur. 9 lipca 1938 w Dniepropetrowsku) – radziecka i rosyjska aktorka filmowa, teatralna i głosowa.
Jest dwukrotną laureatką narodowej nagrody „Nika” za najlepsze kobiece role drugoplanowe. W 1994 roku otrzymała tytuł Ludowej Artystki Federacji Rosyjskiej. Najbardziej znana jest z roli sekretarki Wieroczki w filmie Romans biurowy, a także roli Jeleny w filmie Garaż oraz Fimy w filmie Obiecane niebiosa. Swoją popularność zawdzięcza także kreacjom teatralnym, m.in. w sztuce Ludmiły Pietruszewskiej Kwartira Kołombiny (1986). Od 1960 roku pracowała w zespole Moskiewskiego Teatru Młodego Widza, a od 1977 roku w teatrze „Sowriemiennik”.

## Życiorys
Lija Miedżydowna Achiedżakowa urodziła się 9 lipca 1938 roku w rodzinie z teatralnymi tradycjami. Pochodzi z adygejskiego rodu książęcego. Jej ojciec Miedżyd Achiedżakow był głównym reżyserem Adygejskiego Teatru Dramatycznego, a jej matka aktorką grającą w tym samym teatrze. Początkowo Lija uczyła się w Moskiewskim Instytucie Metali Nieżelaznych i Złota, jednakże po półtora roku zrezygnowała i wstąpiła do Rosyjskiej Akademii Sztuki Teatralnej GITIS im. A. W. Łunaczarskiego. Po ukończeniu Instytutu pracowała w Moskiewskim Teatrze Młodego Widza, a w 1977 roku w teatrze „Sowriemiennik”. Od 1973 roku rozpoczęła karierę jako aktorka filmowa. Za rolę Fimy w filmie Niebiosa obiecane aktorka otrzymała nagrodę „Nika” w nominacji „rola drugoplanowa”. Użyczyła też głosom wielu postaciom w radzieckich filmach animowanych, m.in. Białej Królowej w Alicji po drugiej stronie lustra (ros. Алиса в Зазеркалье).

## Wybrana filmografia

### filmy fabularne
- 1973: Szukam człowieka jako Ałła Kuzniecowa
- 1975: Szczęśliwego Nowego Roku jako Tania
- 1976: Dwadzieścia dni bez wojny jako kobieta z zegarkami
- 1977: Biurowy romans jako sekretarka Wieroczka
- 1979: Garaż jako Jelena Pawłowna Małajewa
- 1980: Moskwa nie wierzy łzom jako Olga Pawłowna (dyrektorka klubu)
- 1991: Obiecane niebiosa jako Fima
- 2008: 4 pory roku jako „Zima”
- 2009: Księga mistrzów jako Baba Jaga
- 2011: Miłostki – zagwozdki 3 jako Jelizawieta Nikołajewna
- 2012: Mamy jako Swietłana

### filmy animowane
- 1970: Błękitny ptak jako chłopiec
- 1982: Alicja po drugiej stronie lustra jako Biała Królowa
- 1988: Zły Bambr
- 2011: Iwan Carewicz i Szary Wilk jako Baba Jaga

## Nagrody i odznaczenia
- 1970: Zasłużony Artysta RFSRR
- 1994: Ludowy Artysta Federacji Rosyjskiej